# Jay Blumler
Jay G Blumler (18 de fevereiro de 1924 - 30 de janeiro de 2021)  foi um teórico americano-britânico de comunicação e média. Foi professor de Comunicação Pública na Universidade de Leeds .

## Infância e educação
Blumler nasceu em Nova York, no estado de Nova York, a 18 de fevereiro de 1924. Filho de pai marxista, e de mãe uma defensora New Deal de Roosevelt, descrevia-se como um "bebé de fralda vermelha ".
Em 1947, ormou-se no Antioch College, no Ohio, com o grau de BA em ciência política, recebendo posteriormente o grau de DPhil pela Universidade de Oxford.

## Serviço militar
Blumler ingressou no Exército dos Estados Unidos em 1944, servindo como intérprete de russo em Berlim durante a Segunda Guerra Mundial. Na qualidade de presidente do Comité de Veteranos Americanos em Berlim, foi convidado para tomar chá com Eleanor Roosevelt quando esta visitou a cidade. Blumler havia ouvido falar de alguns dos trabalhos de caridade que seu comitê havia feito e pediu para conhecê-los.

## Carreira académica
A partir de 1949, Blumler ensinou teoria política no Ruskin College, em Oxford. Em 1963 foi nomeado Granada Television Research Fellow na Universidade de Leeds, onde em 1966 estabeleceu o Center for Television Research. Tornou-se o primeiro professor de Comunicação Pública daquela universidade em 1978.
Blumler aposentou-se da cadeira que lecionava em Leeds em 1989 com o título de Professor Emérito, continuando a publicar prolificamente, assim como a lecionar um semestre por ano na Universidade de Maryland.
Blumler morreu em Leeds a 30 de janeiro de 2021, aos 96 anos, deixando os filhos Matthew, Luke, Jackie e Mark. A sua mulher, Gina, morreu em 2004.

## Obra
- Television in Politics: Its Uses and Influences (1968) com Denis McQuail
- The Uses of Mass Communications: Current Perspectives on Gratifications Research (1974) coeditor com Elihu Katz
- The Challenge of Election Broadcasting. Report of an Enquiry by the Centre for Television Research, University of Leeds (1978) com Michael Gurevitch e Julian Ives
- La télévision fait-elle l'élection?: Une analyse comparative, France, Grande-Bretagne, Belgique (1978) com Alison Ewbank e Claude Geerts
- Communicating to Voters: Television in the First European Parliamentary Elections (1983) coeditor com Anthony D. Fox
- Research on the Range and Quality of Broadcasting Services. A Report for the Committee on Financing the BBC.(HMSO 1986) com Thomas Nossiter, Malcolm Brynin
- Wired Cities: Shaping the Future of Communications (1987) coeditor com William H. Dutton e Kenneth L. Kramer
- Broadcasting Finance in Transition: A Comparative Handbook (1991) coeditor com T. J. Nossiter
- The Formation of Campaign Agendas: A Comparative Analysis of Party and Media Roles in Recent American and British Elections (1991) com Michael Gurevitch, Holli A. Semetko, David H. Weaver
- Comparatively Speaking: Communication and Culture across Space and Time (1992) coeditor com Jack M. McLeod, Karl Erik Rosengren
- Television and the Public Interest: Vulnerable Values in Western European Broadcasting (1992) editor
- The Crisis of Public Communication (1995) com Michael Gurevitch